# Ulaş Kıyak
Ulaş Kıyak (ur. 11 sierpnia 1981 w Samsun) – turecki siatkarz, reprezentant kraju, grający na pozycji rozgrywającego.

## Sukcesy klubowe
Mistrzostwo Szwajcarii:
- 2006

Puchar CEV:
- 2018
- 2007

Mistrzostwo Turcji:
- 2009, 2016, 2019
- 2008, 2015, 2021
- 2010, 2013, 2014

Superpuchar Turcji:
- 2009, 2014, 2015, 2020

Puchar Turcji:
- 2015, 2019, 2022[5]

## Sukcesy reprezentacyjne
Letnia Uniwersjada:
- 2007

Liga Europejska:
- 2012
- 2008

## Nagrody indywidualne
- 2022: MVP Pucharu Turcji[6]